# Viola szetschwanensis
Viola szetschwanensis W.Becker & H.Boissieu – gatunek roślin z rodziny fiołkowatych (Violaceae). Występuje endemicznie w Chinach – w zachodnim Syczuanie i północnym Junnanie, a także w regionie autonomicznym Tybetu. 

## Morfologia
PokrójBylina dorastająca do 25 cm wysokości, tworzy kłącza.
LiścieBlaszka liściowa ma kształt od owalnego do nerkowatego. Mierzy 2–2,5 cm długości, jest nieco ząbkowana na brzegu, ma sercowatą nasadę i spiczasty wierzchołek. Ogonek liściowy jest owłosiony i ma 5–35 mm długości. Przylistki są owalnie lancetowate.
KwiatyPojedyncze, wyrastające z kątów pędów. Mają działki kielicha o równowąskim kształcie i dorastające do 4–6 mm długości. Płatki są podługowate, mają żółtą barwę oraz 8–12 mm długości, dolny płatek posiada obłą ostrogę o długości 2-3 mm.
OwoceTorebki mierzące 8-10 mm długości, o podługowatym kształcie.

## Biologia i ekologia
Rośnie w lasach, zaroślach, na łąkach i skarpach. Występuje na wysokości od 2400 do 4000 m n.p.m.